# Cathy Weseluck
Catherine „Cathy” Weseluck (n. 21 august 1970, Toronto, Ontario, Canada) este o actriță și cântăreață canadiană, care lucrează frecvent cu Ocean Productions în Vancouver, Columbia Britanică. Ea este cunoscută drept vocea multor personaje din diverse serii anime, atât feminine, cât și masculine. Printre alte roluri cunoscute sunt Near din Death Note și Spike din Micul meu ponei: Prietenia este magică.